# Kennedy-Kanal
Der Kennedy-Kanal (englisch Kennedy Channel, dänisch Kennedykanalen) ist eine nach dem britischen Polarforscher William Kennedy benannte Meerenge nördlich des 80. Breitengrades zwischen der kanadischen Ellesmere Island und Washington Land, einer Halbinsel im Nordwesten Grönlands.
Er ist Teil der Nares-Straße, welche die Baffin Bay mit der Lincolnsee verbindet. Der Kanal ist zwischen 26 und 29 Kilometer breit und weitet sich im Norden, beim Hall-Becken zum Robeson-Kanal hin, auf bis zu 177 Kilometer. Während kurzer Perioden im Sommer ist der Kanal nicht vollständig zugefroren und damit schiffbar.
Neben der grönländischen Franklin Ø und Crozier Ø befindet sich im Kennedy-Kanal die Hans-Insel, die zwischen Grönland und Kanada geteilt ist.